# Усть-Каремшинська сільська рада
Усть-Каремши́нська сільська рада (рос. Усть-Каремшинский сельский совет) — сільське поселення у складі Нижньоломовського району Пензенської області Росії.
Адміністративний центр — село Усть-Каремша.

## Історія
2010 року була ліквідована Прянзерська сільська рада (села Лукина Поляна, Прянзерка), її територія увійшла до складу Усть-Каремшинської сільради.

## Населення
Населення — 892 особи (2019; 1129 в 2010, 1624 у 2002).

## Склад
До складу сільської ради входять:
| Населений пункт     | Населення, осіб (2002) | Населення, осіб (2010) |
| ------------------- | ---------------------- | ---------------------- |
| Лукина Поляна, село | 83                     | 40                     |
| Прянзерки, село     | 714                    | 498                    |
| Усть-Каремша, село  | 827                    | 591                    |